# Robert des Rotours
Robert des Rotours (Avelin, 1891. július 19. – Viroflay, 1980. november 7.; kínai neve pinjin hangsúlyjelekkel: Dài Hédōu; magyar népszerű: Taj Ho-tou; kínaiul: 戴何都) francia sinológus.

## Élete, munkássága
A nemesi családból származó Robert des Rotours középiskolai tanulmányait a lillei jezsuita kollégiumban fejezte be 1909-ben, majd az École des Sciences Politiques-en szerzett diplomát 1911-ben. 1912-ben katonaként Dunkerque-ben szolgált. A hadseregtől leszerelve kínaiul kezdett tanulni, később Édouard Chavannes tanítványa lett. 1920 júniusában az Institut des Langues orientales vivantes-n szerzett diplomát. Még ebben az évben Kínába utazott, ahol két évig tartózkodott. Rövid időre hazatért Franciaországba, majd utazásokat tett Indokínában, Sziámban, Jáván és Indiában. 1923 áprilisába tért ismét vissza Franciaországba.
1945-ben kinevezték a Sorbonne az Institut des Hautes Études Chinoises igazgatójának. 1976-ban a Hautes Études Chinoises de Belgique tiszteletbeli tagjává választották.

## Főbb művei
- Les Grands Fonctionnaires des provinces en Chine sous la dynastie des T'ang. T'oung-pao/XXV, 3-4, Leyde, 1927
- Le Traité des examens, traduit de la Nouvelle histoire des T'ang (chap. XLIV, XLV). Paris, E. Leroux, 1932
- C.R. lecture, Kang Woo. Les Trois théories politiques du Tch'ouen Ts'ieou interprétées par Tong Tchong-chou. Journal asiatique, 1932, T. 221:341-350.
- « La Lutte à la corde (pa-ho) en Chine », Journal asiatique, 1933, T. 222:341-350.
- Traité des fonctionnaires et Traité de l’Armée, traduits de la Nouvelle Histoire des T’ang (chap. XLVI-L). Leyden, Brill, 1947, 2 vol.
- Histoire de Ngan Lou-chan. Paris, PUF, 1962
- La Révolte de P'ang Hiun. T'oung Pao, Brill, 56:229–240 (1970)
- Les Inscriptions funéraires de Ts'Ouei Mien (673-739), de Sa Femme Nee Wang et de Ts'Ouei Yeou-Fou. Paris, École française d'Extrême-Orient, dépositaire, Adrien-Maisonneuve, 1975
- Le Règne de l’Empereur Hiuan-Tsong (713-756) par M. Lin Lu-tche, traduit et complété par Robert des Rotours. Paris, coll. Mémoires de l’Institut des Hautes études chinoises, vol. XIII, 1981
- H. Barrett : Reviewed work(s): The Nan-chao Kingdom and T'ang China's Southwestern Frontier by Charles Backus. Lin Lutche: le règne de l'empereur Hiuantsong (713-756), traduit et complété par Robert des Rotours by Robert des Rotours; Lin Lutche. Bulletin of the School of Oriental and African Studies, University of London, Vol. 46, No. 1 (1983):175-176.
- Traduction de Fu, Lin. L'Irrémédiable Douleur. Trad. par Robert des Rotours... ; avant-propos et notes, Donald Holzman ; postf., Milena Doleželová-Velingerová. - Paris : Éd. You-Feng, 2003 (impr. en Corée). ISBN 2-84279-139-8

## Fordítás
- Ez a szócikk részben vagy egészben  a   Robert des Rotours című francia Wikipédia-szócikk ezen változatának fordításán alapul.  Az eredeti cikk szerkesztőit annak laptörténete sorolja fel. Ez a jelzés csupán a megfogalmazás eredetét és a szerzői jogokat jelzi, nem szolgál a cikkben szereplő információk forrásmegjelöléseként.